# ゴアソ
ゴアソ（英語: Goaso）は、ガーナの町である。アハフォ州の州都である。

## 経済
主要作業は農業でカカオや食用作物が栽培されている。

## 交通
クマシと道路で結ばれている。